# Asienspiele 2022/Turnen
Bei den Asienspielen 2022 wurden vom 24. bis 29. September 2023 insgesamt 14 Wettbewerbe im Gerätturnen ausgetragen, davon acht bei den Männern und sechs bei den Frauen. Austragungsort war das Huanglong Sports Centre Gymnasium.

## Bilanz

### Medaillenspiegel
| Platz  | Land              | Gold | Silber | Bronze | Gesamt |
| ------ | ----------------- | ---- | ------ | ------ | ------ |
| 1      | China             | 8    | 3      | 4      | 15     |
| 2      | Japan             | 2    | 7      | 3      | 12     |
| 3      | Nordkorea         | 2    | 2      | 2      | 6      |
| 4      | Chinesisch Taipeh | 1    | —      | 2      | 3      |
| 5      | Südkorea          | 1    | —      | 1      | 2      |
| 6      | Iran              | —    | 1      | —      | 1      |
| 6      | Vietnam           | —    | 1      | —      | 1      |
| 8      | Kasachstan        | —    | —      | 1      | 1      |
| 8      | Malaysia          | —    | —      | 1      | 1      |
| Gesamt | Gesamt            | 14   | 14     | 14     | 42     |

### Medaillengewinner
Männer
| Disziplin            | Gold                                                               | Silber                                                                             | Bronze                                                                           |
| -------------------- | ------------------------------------------------------------------ | ---------------------------------------------------------------------------------- | -------------------------------------------------------------------------------- |
| Barren               | Zou Jingyuan                                                       | Takeru Kitazono                                                                    | Kakeru Tanigawa                                                                  |
| Boden                | Kim Han-sol                                                        | Zhang Boheng                                                                       | Lin Chaopan                                                                      |
| Pauschenpferd        | Lee Chih-kai                                                       | Ryōta Tsumura                                                                      | Nariman Kurbanow                                                                 |
| Reck                 | Zhang Boheng                                                       | Lin Chaopan                                                                        | Kakeru Tanigawa                                                                  |
| Ringe                | Lan Xingyu                                                         | Nguyễn Văn Khánh Phong                                                             | Wataru Tanigawa                                                                  |
| Sprung               | Wataru Tanigawa                                                    | Mahdi Olfati                                                                       | Aimy Sharul Muhammad                                                             |
| Einzelmehrkampf      | Zhang Boheng                                                       | Takeru Kitazono                                                                    | Lan Xingyu                                                                       |
| Mannschaftsmehrkampf | ChinaLan Xingyu Lin Chaopan Xiao Ruoteng Zhang Boheng Zou Jingyuan | JapanShōhei Kawakami Takeru Kitazono Kakeru Tanigawa Wataru Tanigawa Ryōta Tsumura | Chinesisch TaipehHuang Yen-chang Lee Chih-kai Lin Guan-yi Shiao Yu-jan Yeh Cheng |

Frauen
| Disziplin            | Gold                                                      | Silber                                                                      | Bronze                                                                |
| -------------------- | --------------------------------------------------------- | --------------------------------------------------------------------------- | --------------------------------------------------------------------- |
| Boden                | Zhang Jin                                                 | Kim Son-hyang                                                               | Lim Su-min                                                            |
| Schwebebalken        | Mana Okamura                                              | Tang Xijing                                                                 | Ting Hua-tien                                                         |
| Sprung               | An Chang-ok                                               | Kim Son-hyang                                                               | Yu Linmin                                                             |
| Stufenbarren         | An Chang-ok                                               | Mikako Serita                                                               | Zuo Tong                                                              |
| Einzelmehrkampf      | Zuo Tong                                                  | Mana Okamura                                                                | Kim Su-jong                                                           |
| Mannschaftsmehrkampf | ChinaTang Xijing Yu Linmin Zhang Jin Zhang Xinyi Zuo Tong | JapanMisaki Masui Mana Okamura Ayaka Sakaguchi Mikako Serita Kohane Ushioku | NordkoreaAn Chang-ok Kim Son-hyang Kim Su-jong Ryu Mi-rae Sim Hae-won |